# Arroyo del Tala (Río Santa Lucía)
Der Arroyo del Tala ist ein Fluss in Uruguay.
Er entspringt auf dem Gebiet des Departamento Canelones in der Cuchilla Pérez südöstlich der Ortschaft Tala. Von dort fließt er in einem weitläufig kurvigen Verlauf in Ost-West-Richtung. Dabei tangiert er Tala südlich und passiert in wenigen Kilometern Entfernung Castellanos nordöstlich und San Ramón südlich. Schließlich mündet er nordnordwestlich von Mevir Paso de la Cadena und dort nördlich der Ruta 63 linksseitig in den Río Santa Lucía, ungefähr einen Kilometer flussaufwärts von Paso de Cuello.